# Райсекк
Райсекк (нем. Reißeck) — община (нем. Gemeinde) в Австрии, в федеральной земле Каринтия. 
Входит в состав округа Шпитталь.  Население составляет 2452 человека (на 31 декабря 2005 года). Занимает площадь 139,83 км². Официальный код  —  2 06 44.

## Политическая ситуация
Бургомистр общины — Герд Пихлер (FLR) по результатам выборов 2003 года.
Совет представителей общины (нем. Gemeinderat) состоит из 19 мест.
Распределение мест:
- Партия FLR занимает 10 мест;
- СДПА занимает 7 мест;
- АПС занимает 2 места.

## Галерея

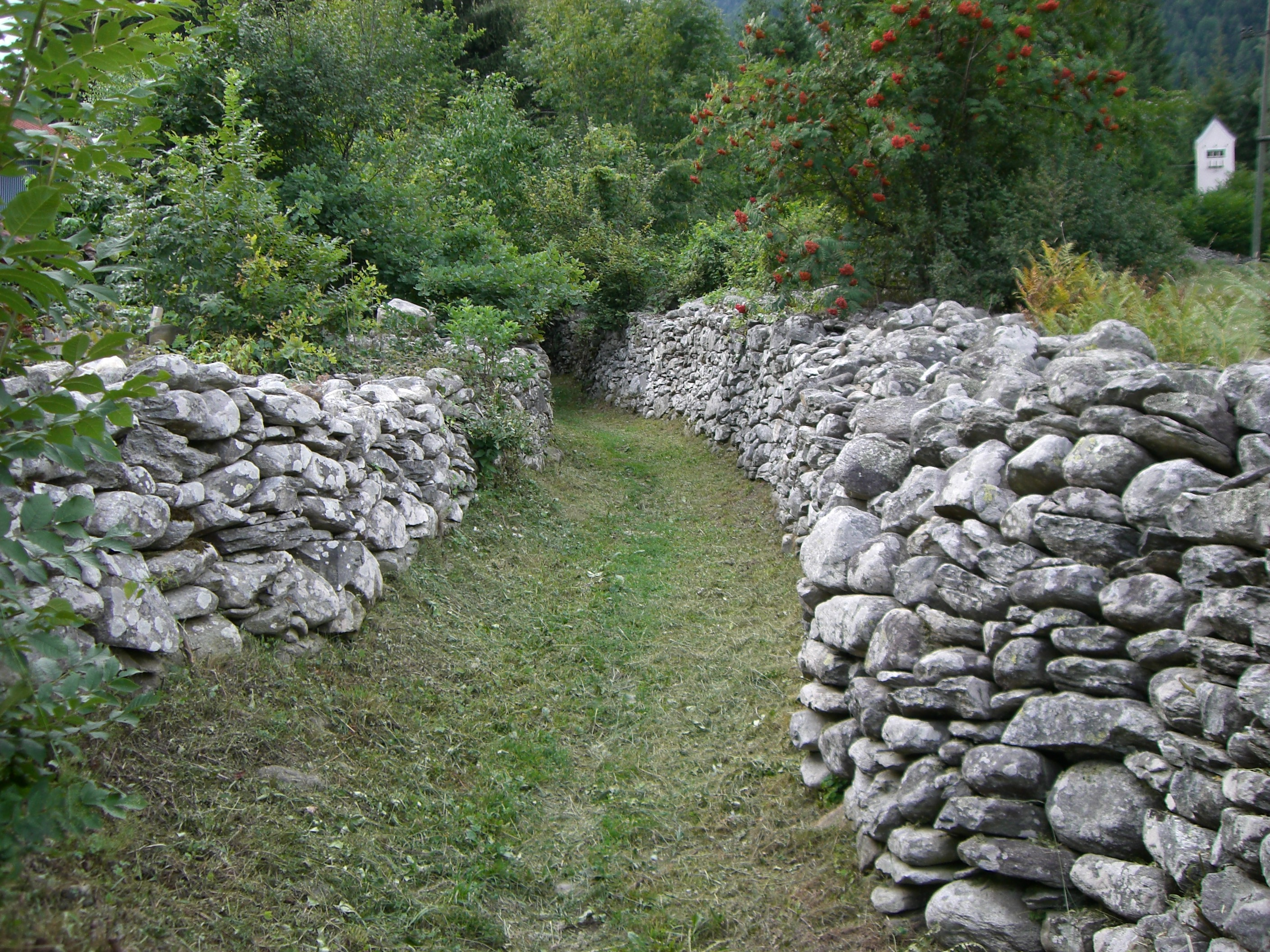
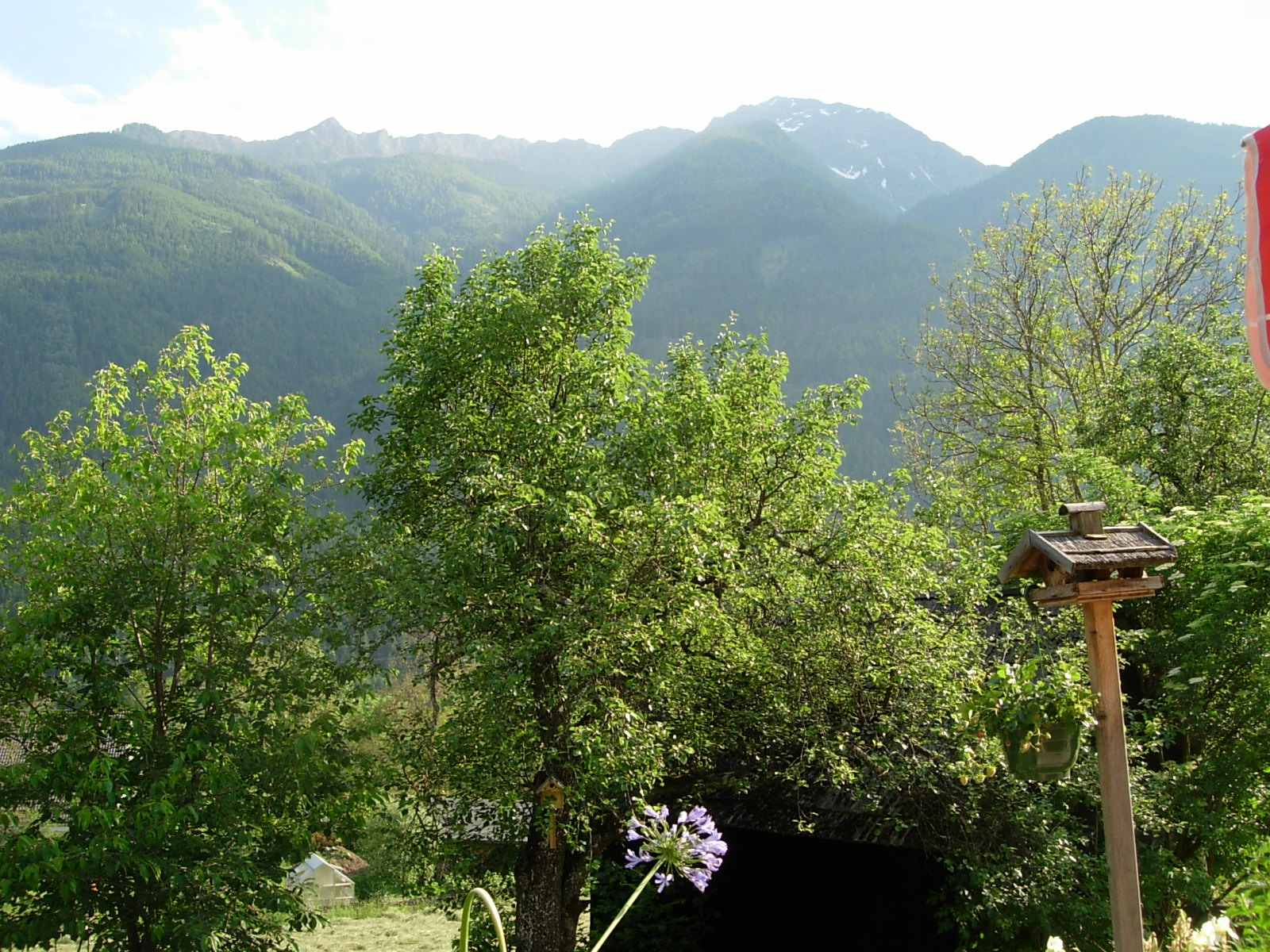
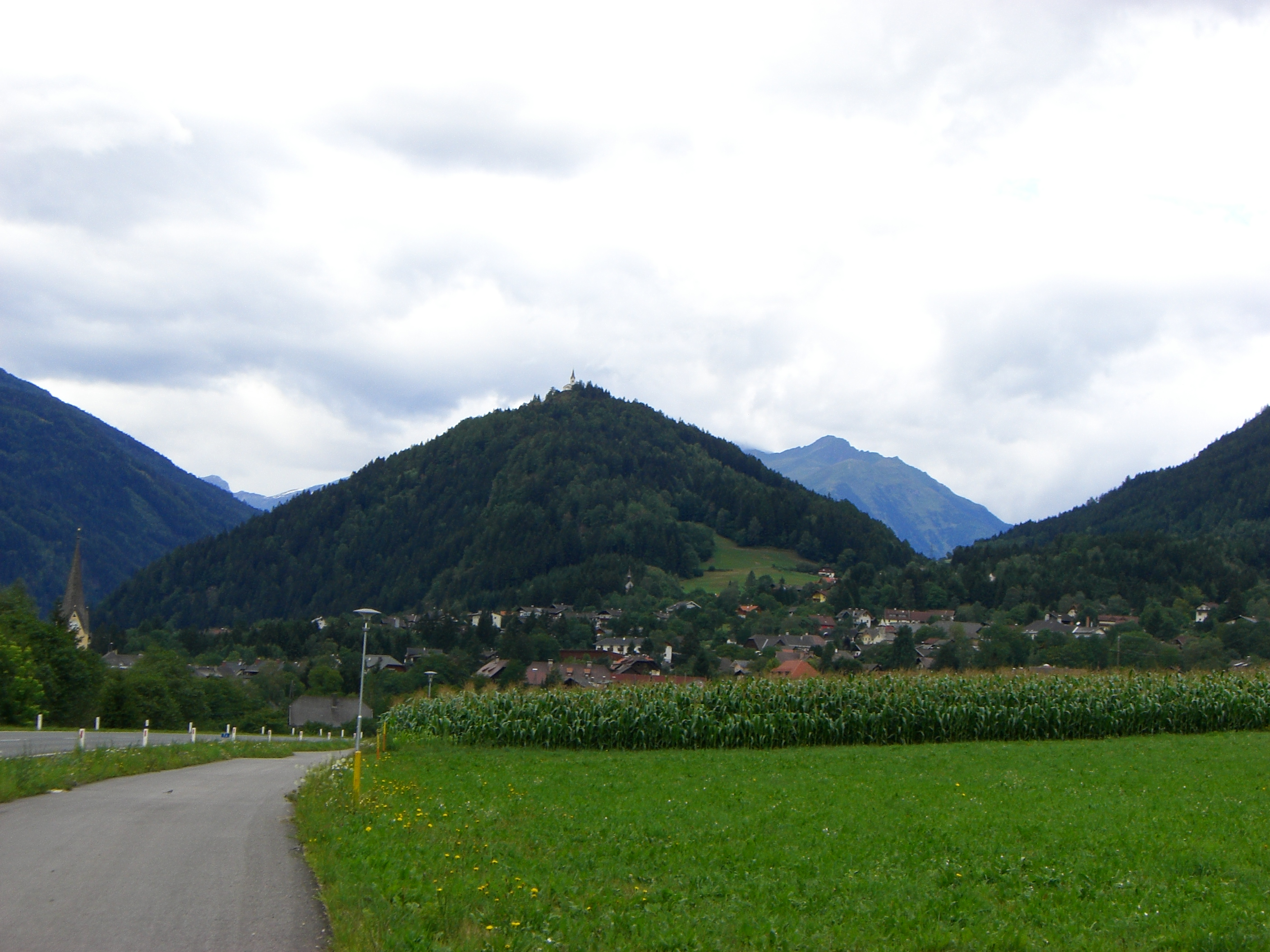
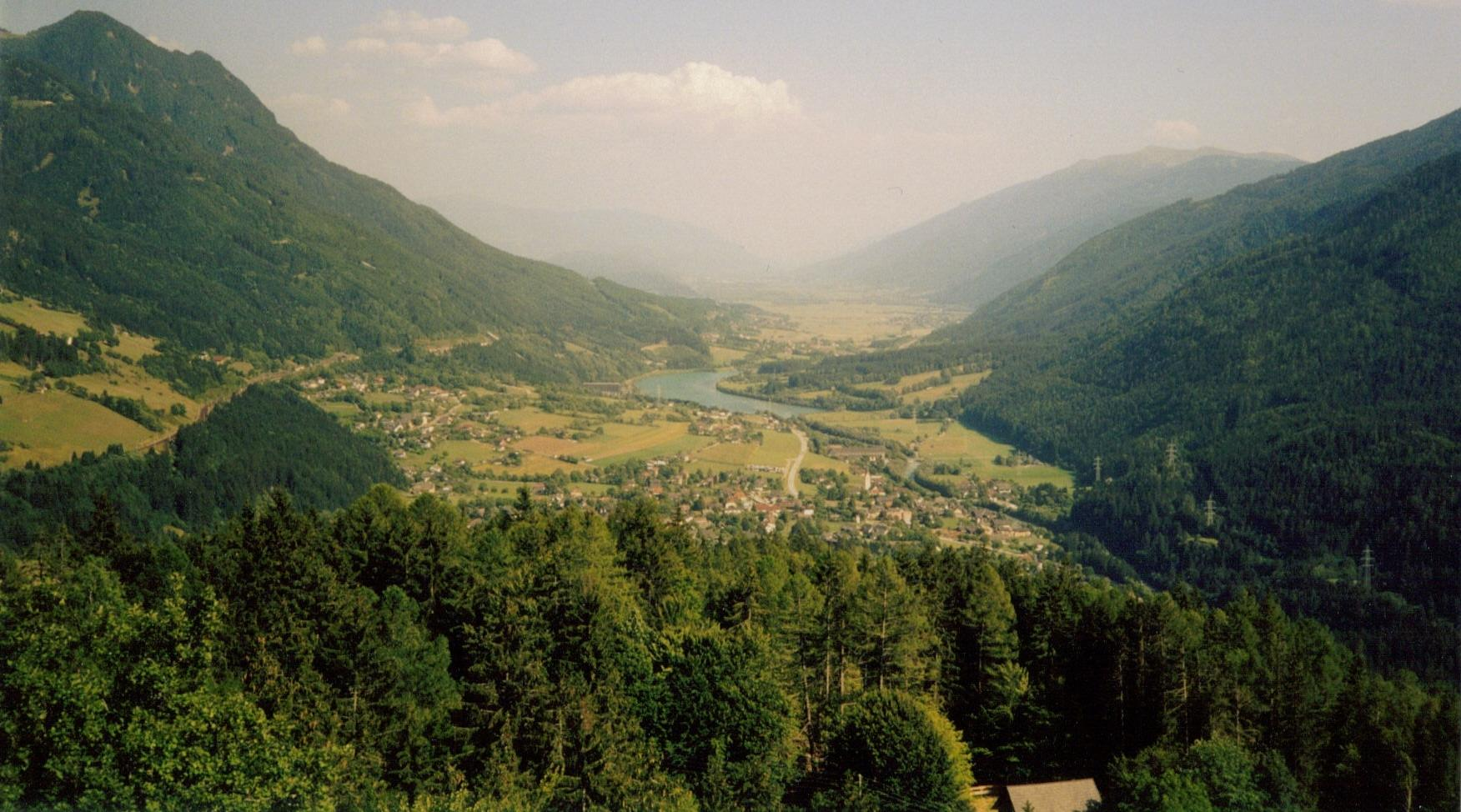